# 不等壳毛蚶
不等壳毛蚶（学名：Scapharca inaequivalvis）是魁蛤目魁蛤科毛蚶属的一种。主要分布于越南、新加坡、马来西亚、韩国、中国大陆、台湾，常栖息在浅海沙底、水深14－25.8米、潮下带至20米左右。